# Операция «Брутус»
«Операция „Брутус“» — польский художественный фильм в жанре военного боевика, поставленный в 1970 году режиссёром Ежи Пассендорфером по повести Збигнева Ненацкого «Операция „Хрустальное зеркало“», основанной на реальной истории — операции УБ по ликвидации отряда Варшица, осуществлённой в 1946 году.

## Сюжет
1946 год. Майор госбезопасности Альберт Нивинский приезжает в маленький городок со сложным заданием. Ему предстоит проникнуть в скрывающуюся в лесах банду Боруты и обезвредить её. Появление Альберта в городе сопровождалось инсценировкой заброса американского парашютиста. Это позволило Нивинскому связаться с Борутой, который принимает его за заокеанского связного. Альберт узнаёт, кто является агентом Боруты в местном отделе госбезопасности, разоблачает и ликвидирует предателя, а затем с помощью сотрудников управления госбезопасности подготавливает ловушку Боруте.

## В ролях
| Актёр             | Роль                                                            |
| ----------------- | --------------------------------------------------------------- |
| Витольд Пыркош    | Борута , он же майор Ян Скшипчак, командир отряда АК            |
| Эва Кшижевская    | Анастазия , связная Боруты                                      |
| Зигмунт Хюбнер    | Альберт Нивинский , майор госбезопасности                       |
| Тадеуш Шмидт      | капитан Яруга , начальник уездного отдела УБ                    |
| Мариан Коциняк    | поручник Крысяк , заместитель Яруги, он же агент АК «Брутус»    |
| Александер Фогель | профессор Рамуз                                                 |
| Иоланта Бохдаль   | Кристина , дочь Рамуза                                          |
| Кристина Борович  | Рачинская, хозяйка пансионата                                   |
| Януш Буковский    | «Медведь» , член отряда Боруты                                  |
| Януш Клосиньский  | Садовский , секретарь уездного комитета ПРП                     |
| Вацлав Ковальский | Сова , комендант уездной милиции                                |
| Мариан Лонч       | портье в отеле, агент УБ                                        |
| Адам Мулярчик     | Миколай Левицкий , поручник госбезопасности, связной Нивинского |
| Войцех Покора     | «Паук» , член отряда Боруты                                     |
| Михал Шевчик      | член отряда Боруты                                              |

## Прокат
Премьера фильма состоялась в Польше в 1970 году.
В 1972 году фильм вышел в прокат в СССР в дубляже киностудии им. М. Горького.